# Axel Zarges
Axel Norbert Zarges (ur. 7 października 1932 w Kassel, zm. 29 grudnia 1989) – niemiecki polityk i prawnik, poseł do Parlamentu Europejskiego I, II i III kadencji.

## Życiorys
Studiował prawo i nauki polityczne na uniwersytetach w Marburgu i Bonn. W 1957 i 1962 zdał państwowe egzaminy prawnicze I i II stopnia, a w 1959 doktoryzował się. Praktykował w zawodach prawniczych, w tym od 1973 jako notariusz. Był wieloletnim działaczem organizacji działających na rzecz integracji europejskiej. Przewodniczył heskim strukturom Junge Europäische Föderalisten Deutschland, a także Europa-Union (zajmował również stanowisko wiceprzewodniczącego federalnych struktur tej organizacji). Od 1951 pełnił różne funkcje w ramach Sieci Ruchu Europejskiego Niemcy. Od 1958 należał do Unii Chrześcijańsko-Demokratycznej.
W 1984 objął mandat eurodeputowanego I kadencji. Z powodzeniem ubiegał się o reelekcję w wyborach w tym samym roku oraz w 1989. W PE był członkiem frakcji chadeckiej. Zmarł kilka miesięcy po rozpoczęciu III kadencji Europarlamentu.